# Cheval en Israël
Le cheval en Israël fait l'objet d'un élevage concernant une unique race indigène, le cheval israélien. La pratique de l'équitation y est essentiellement tournée vers les loisirs, le tourisme et la thérapie. Le pays est à la pointe en matière de recherches vétérinaires équines et de protection animale. 

## Histoire

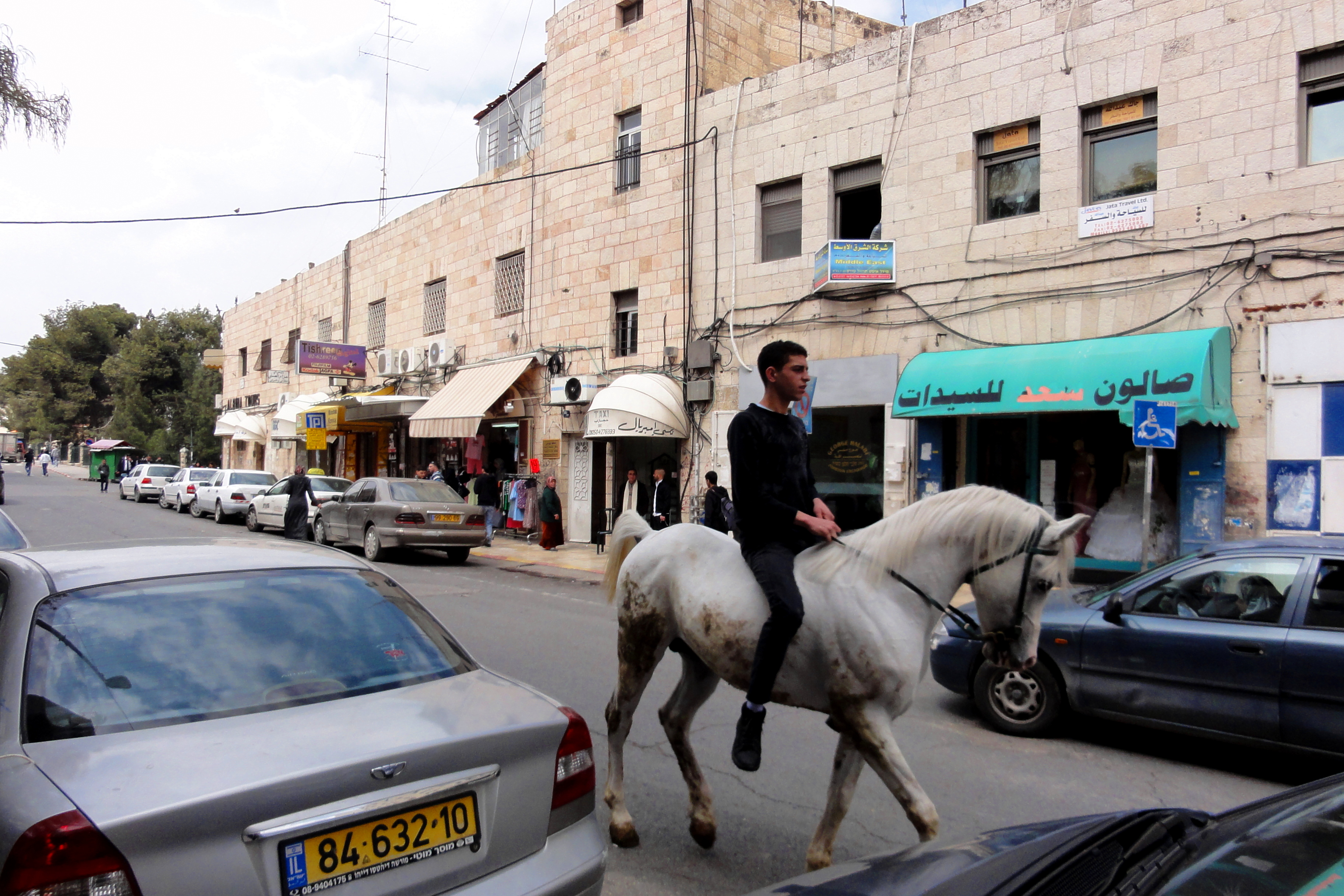
Cavalier à cru dans les rues de Jérusalem

La présence du cheval sur le territoire d'Israël est indéniablement très ancienne, mais la date exacte des débuts de son utilisation et/ou de son introduction est controversée. Selon les textes religieux, le roi Salomon aurait possédé des chars de type égyptien, et est souvent crédité pour avoir introduit le cheval et l'usage du char en Israël. Le roi Achab (-874 / - 853) possédait au moins 2 000 chars. 
Israël est le premier pays à avoir totalement interdit la circulation des attelages hippomobiles sur ses routes, en  2014, officiellement pour lutter contre la maltraitance dont sont victimes les chevaux et les ânes. En août 2016, un cheval Pur-sang blessé de la bande de Gaza a exceptionnellement été autorisé à passer en Israël pour y recevoir des soins vétérinaires.

## Élevage
il n'existe qu'une race de chevaux native du territoire d’Israël, le cheval israélien local, cité par l'étude de l'université de l'Oklahoma (2007) et par le dictionnaire de référence de CAB International (2016). La base de données DAD-IS, en revanche, ne mentionne aucune race équine en Israël.
Le pays dispose d'un cheptel de chevaux Arabes enregistrés dans un registre généalogique.

### Suivi sanitaire
De nombreuses recherches scientifiques sont menées sur le cheptel équin israélien, par exemple pour étudier la dermite estivale,, et la seroprévalence de Babesia equi (1998).
Le cheptel équin local est régulièrement victime d'épidémies de fièvre du Nil occidental. Le virus a été isolé chez des chevaux entre 1998 et 2001. L'épidémie de l'été 2000 a touché au moins 76 chevaux.

## Utilisations
Le pays est tourné vers le sport et les loisirs équestres, avec de nombreuses offres de randonnées touristiques. Les randonnées équestres dans le désert du Néguev sont très prisées. 
L'équithérapie se développe dans ce pays, entre autres à destination des enfants autistes. L'équitation thérapeutique est subventionnée par le gouvernement israélien, mais pas l'équitation de sport et de loisir. Aussi, la pratique des sports équestres reste peu répandue.